# 今福村 (島根県)
今福村（いまふくむら）は、島根県那賀郡にあった村。現在の浜田市の一部にあたる。

## 地理
八戸川の支川、家古屋川の上流部で、久佐川との合流点の地域に位置していた。
- 山岳：笠松山[1]

## 歴史
- 1923年（大正12年）2月11日 - 那賀郡久佐村、美又村、伊南村（一部、大字宇津井・佐野）が合併し今福村を新設[1][2]。
- 1956年（昭和31年）8月1日 - 那賀郡雲城村、波佐村と合併して金城村が新設され廃止[1][2]。

### 地名の由来
本明より在福の後、または前であるため今福村と称した。